# Kościół św. Anny w Eblągu (1619–1900)
Kościół św. Anny (niem. St. Annenkirche) – kościół, który znajdował się w Elblągu w latach 1619–1900. Rozebrany w pod budowę nowego kościoła pod tym samym wezwaniem (także rozebrany w połowie XX wieku.). Jednonawowy, z dwiema wieżyczkami-dzwonnicami na dachu. Był on kościołem parafialnym.

## Historia
W 1601 z powodu rozbudowy obwarowań Miasta Elbląga zburzono kościół św. Jakuba. Groby z przykościelnego cmentarza przeniesiono na duży cmentarz przy kościele Bożego Ciała. Ponieważ w pobliżu nie było zbyt dużego kościoła, aby przejął wiernych z rozebranego kościoła św. Jakuba (pobliska główna świątynia Nowego Miasta Elbląga – kościół Trzech Króli był już przepełniony), zdecydowano się na budowę nowego kościoła na wzgórzu, gdzie znajdował się cmentarz założony przez bractwo pogrzebowe św. Anny. Przełożeni bractwa zlecili w 1610 roku mistrzowi Wilhelmowi Pohlen zbudowanie niewielkiego kościoła z umieszczoną na dachu dzwonnicą. Ostatecznie budowę ukończono w 1621 roku. 
Kościół znacznie ucierpiał w czasie wojen napoleońskich z powodu zubożenia ludności. W 1818 podczas ogromnej wichury pochyliła się jedna z wież, którą wyprostowano w 1821 roku – 200 rocznicy wybudowania kościoła. W 1832 roku odbudowano hełm na jednej z wież dzwonniczych, który uległ zniszczeniu w roku 1827. Całkowity remont świątynia przeszła w 1867 roku. W tym samym roku ufundowano 3 nowe dzwony.
Z biegiem lat, Elbląg rozbudowywał się i niewielki kościół św. Anny stał się zbyt mały dla rozrastającej się parafii. Pod koniec XIX wieku podjęto decyzję o budowie nowego kościoła. W 1899 roku rozebrano stary kościół i w tym samym miejscu w latach 1900–1901 zbudowano nową, imponującą pod względem rozmiarów neogotycką świątynię pod tym samym wezwaniem.

## Organy
W kościele św. Anny do 1640 znajdował się tylko pozytyw. W tym samym roku świątynia otrzymała nowe organy. Kolejny nowy instrument ufundowano w 1763 roku za przyczyną ówczesnego burmistrza Elbląga Carla Christiana Langego. Nowe organy kosztowały 2200 florenów. Dla nowego instrumentu w latach 1762–1763 zbudowano nowy chór muzyczny. Parafii nie było stać na pokrycie tak dużych wydatków, więc zarządzono zbiórkę pieniężną w domach i opłatę od każdego pogrzebu na przykościelnym cmentarzu, na którym grały organy. Opłata wynosiła 1 florena i 6 srebrnych groszy. Organy posiadały prawdopodobnie 18 głosów. W roku 1860 instrument ten został przebudowany przez firmę organmistrzowską braci Terletzkich.